# Pont du Centenaire
Pour les articles homonymes, voir Pont du Centenaire (homonymie).
Le pont du Centenaire est un pont routier et piéton sur l'Aire, situé sur le territoire de la commune d'Onex, dans le canton de Genève en Suisse.

## Localisation
Le pont du Centenaire est le huitième pont le plus en amont de l'Aire après son entrée en Suisse.
En 2007, la zone de l'Aire entre le pont des Marais et le pont du Centenaire a été complètement renaturée pour un montant d'environ 2,5 millions de francs suisses mis à disposition par le Grand Conseil genevois. Dans cette zone, plusieurs espaces ont été créés pour favoriser la reproduction des poissons ainsi que des couleuvres. Parallèlement à ce développement, une passerelle interdite aux véhicules motorisés est construite quelques mètres en amont du pont.